# Gerbang Sari
Gerbang Sari is een bestuurslaag in het regentschap Kampar van de provincie Riau, Indonesië. Gerbang Sari telt 2065 inwoners (volkstelling 2010).